# Caminemos Pisando la Senda de Nuestra Inmensa Felicidad
Caminemos Pisando la Senda de Nuestra Inmensa Felicidad (spanisch „Lasst uns wandern auf dem Pfad unserer unermesslichen Glückseligkeit“) ist Nationalhymne von Äquatorialguinea. Sie ist seit der Unabhängigkeit von Spanien im Jahre 1968 in Gebrauch.

## Spanischer Originaltext
Caminemos pisando las sendas

De nuestra inmensa felicidad.

En fraternidad, sin separación,

¡Cantemos libertad!

Tras dos siglos de estar sometidos

por la dominación colonial,

en fraterna unión, sin discriminar,

¡cantemos libertad!

¡Gritamos viva, libre Guinea!,

y defendamos nuestra Libertad.

Cantemos siempre, libre Guinea,

y conservemos siempre la unidad.

¡Gritemos viva, libre Guinea!,

y defendamos nuestra Libertad.

Cantemos siempre, libre Guinea.

Y conservemos, y conservemos

la independencia nacional.

y conservemos, y conservemos

la independencia nacional.

## Deutsche Übersetzung
Lasst uns wandern auf dem Pfad

Unserer unermesslichen Glückseligkeit.

In Brüderlichkeit, ohne Trennung,

Lasst uns Freiheit singen!

Nach zwei Jahrhunderten des Unterworfenseins

Unter koloniale Herrschaft,

In brüderlicher Einigkeit, ohne zu diskriminieren,

Lasst uns Freiheit singen!

Lasst uns rufen: Lebe hoch, freies Guinea,

Und lasst uns unsere Freiheit verteidigen.

Lasst uns immer freies Guinea singen

Und lasst uns immer unsere Einheit bewahren.

Lasst uns rufen: Lebe hoch, freies Guinea,

Und lasst uns unsere Freiheit verteidigen.

Lasst uns immer freies Guinea singen,

Und lasst uns, und lasst uns

Die nationale Unabhängigkeit bewahren.

Und lasst uns, und lasst uns

Die nationale Unabhängigkeit bewahren.